# Мути I (Рим)
Мути I је насеље у Италији у округу Рим, региону Лацио.
Према процени из 2011. у насељу је живело 67 становника. Насеље се налази на надморској висини од 204 м.